# مرآة لانهائية

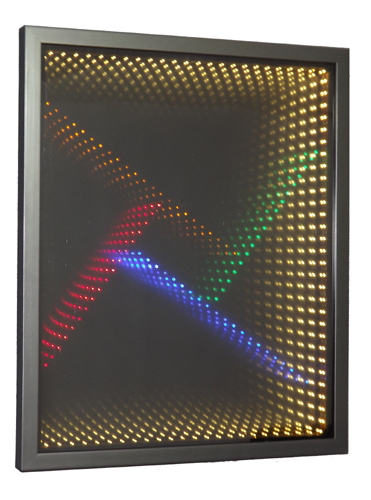
مرآة لانهائية كلاسيكية تستخدم كديكور للحائط

المرآة اللانهائية هي زوج من المرايا المتوازية، تخلق سلسلة من الانعكاسات الأصغر والأصغر التي يبدو أنها تمتدّ إلى مسافة لانهائية. تستخدم المرايا اللانهائية ككديكور داخلي وفي الأعمال الفنية.

## خصائص

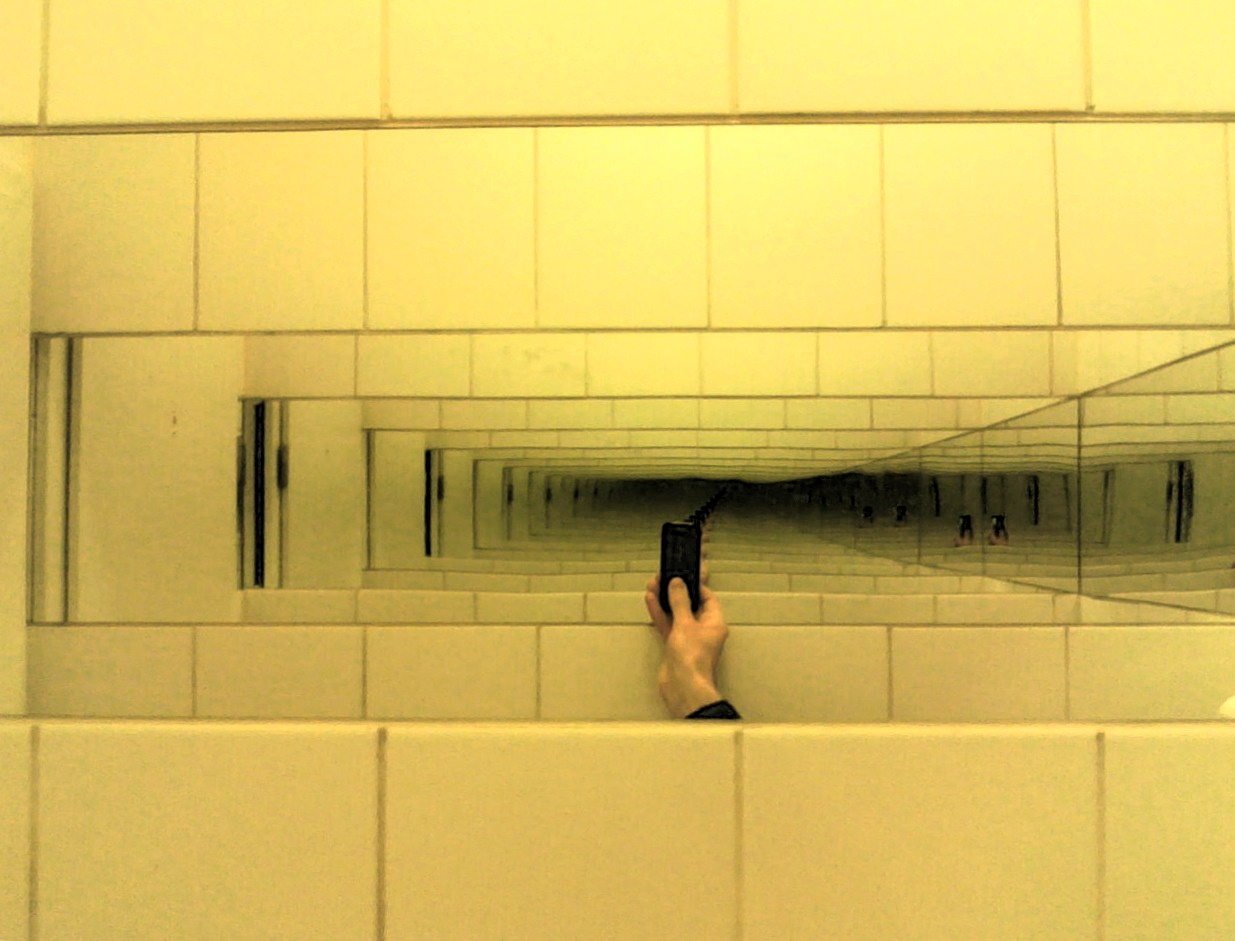
تأثير مرآة لانهائية معروضة بين مرايا أخرى

في المرآة اللانهائية الكلاسيكية المستقلة ذاتياً، توضع مصابيح كهربائية أو ديودات ضوئية أو مصادر ضوء نقطية أخرى حول محيط مرآة عاكسة تماماً، وتوضع مرآة ثانية عاكسة جزئياً مرآة ذات اتجاه واحد على بعد مسافة قصيرة أمامها بحيث تكون المحاذاة متوازية. عندما ينظر شخص إلى سطح المرآة العاكسة جزئياً، تبدو الأضواء وكأنها تنحسر إلى مالانهاية، ما يخلق نفقاً من الأضواء ذات عمق كبير.
بدلاً من ذلك، يمكن أن يُنظر إلى هذا التأثير أيضاً عندما يقف الشخص الناظر «بين» مرآتين عاكستين تماماً، كتلك المستخدمة في غرف تبديل الملابس والمصاعد وبيوت المرايا. ثمة نسخة أضعف لهذا التأثير، يمكن رؤيته عند الوقوف بين أي سطحين عاكسين متوازيين، كالجدران الزجاجية التي تُثبّت في مداخل الأبينة. يُنتِج الزجاج العاكس جزئياً هذا الإحساس بوجود ضوضاء بصرية ضعيفة من المناظر خلال الزجاج في البيئة المحيطة.